# معهد ماكس بلانك لعلم الفلك الراديوي

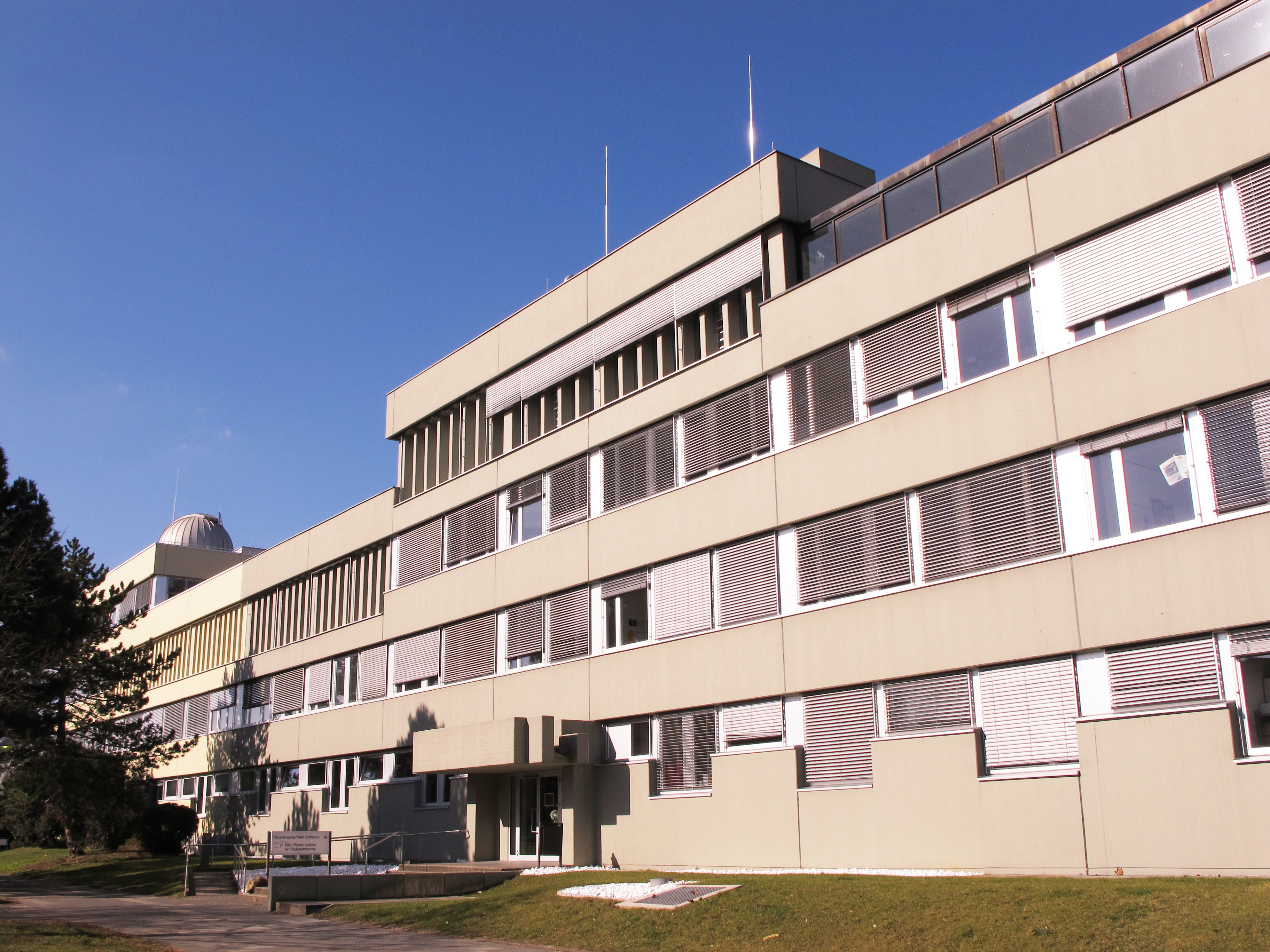

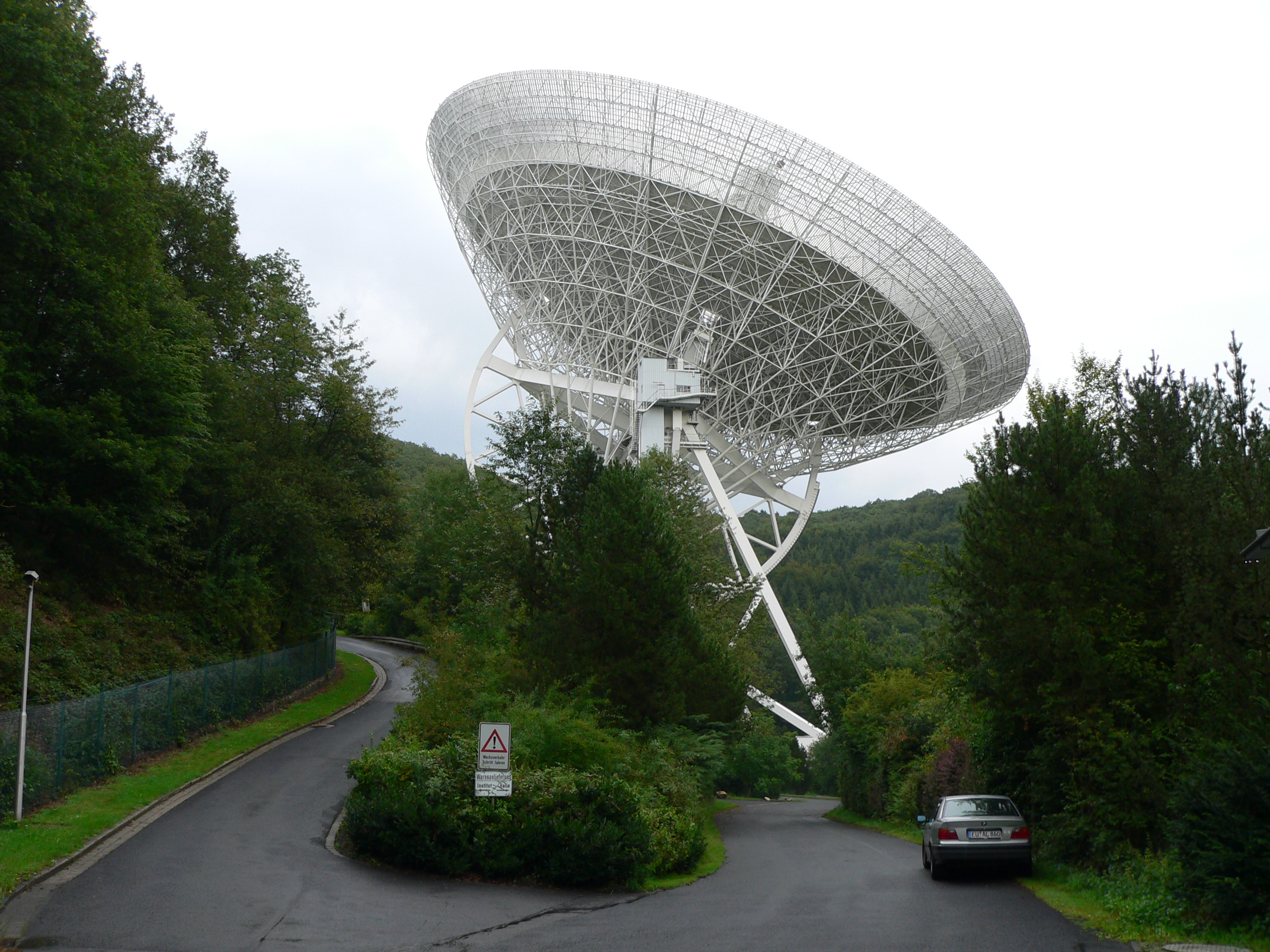
Radioteleskop Effelsberg

يوجد معهد ماكس بلانك لعلم الفلك الراديوي
Max Planck Institut für Radioastronomie
في مدينة بون بألمانيا . وهو معهد متخصص في علم
الفلك الراديوي ورصد الأشعة تحت الحمراء.
أسس هذا المعهد في عام 1966 . وبدأ أنذاك بناء تلسكوب راديوي بقطر 100 متر على قمة جبل إفلسبرج ، وبدأ
العمل في عام 1972.
يختصر اسم المـعهد بـ MPIfR وهو يعمل بجانب معهد أرغيلاند لعلم الفلك التابع لجامعة بون .

## أهم البحوث
في عام 2019 استطاعت مجموعة من الباحثين من معهد ماكس بلانك لعلم الفلك الراديوي ببون رصد أيونات هيدريد الهيليوم في أحد السدم الكوكبية ، وهو إن جي سي 7027 ، ويبعد عنا نحو 3000 سنة ضوئية .

يعتبر أيون هيدريد الهيليوم أول جزيء نشأ في الكون قبل 13 مليار سنة . وظل العلماء يبحثون عنه في الكون وكان العثور عليه صعبا واحتاج سنوات طويلة في الرصد والبحث.

## اقرأ أيضا
- علم الفلك الراديوي
- مؤسسة ماكس بلانك
- مصفوف مرصد أتاكاما المليمتري الكبير
- مرصد مولارد الراديوي
- مصفوف الكيلومتر المربع
- مصفوف باثفيندر الأسترالي
- معهد ماكس بلانك لعلم الفلك
- معهد ماكس بلانك لبحوث النظام الشمسي

## وصلات خارجية
- Max-Planck-Institut für Radioastronomie
- Max-Planck-Gesellschaft